# Philippe Donnet
Philippe Donnet (* 26. července 1960 Suresnes) je francouzsko-italský manažer, od března 2016 generální ředitel pojišťovny Generali.

## Život

### Vzdělání
Donnet v roce 1980 začal studovat na École Polytechnique, kde v roce 1983 absolvoval obor inženýr; tam potkal Clauda Bébéara, zakladatele skupiny AXA, který se později stal jeho mentorem. V roce 1986 se stal pojistným matematikem, a v roce 1991 se stal členem Institutu pojistných matematiků ve Francii.

### Časná kariéra
V roce 1985 Donnet zahájil svou pojišťovací kariéru v AXA, kde zastával různé pozice až do roku 1997, kdy byl jmenován zástupcem výkonného ředitele AXA Conseil.
V roce 1999 byl Donnet jmenován generálním ředitelem společnosti AXA pojišťovna v Itálii a poté v roce 2001 byl jmenován regionálním výkonným ředitelem odpovědným za oblast Středomoří, Středního východu, Latinské Ameriky a Kanady. Navíc v roce 2002 mu byla přidělena role předsedy představenstva a generálního ředitele AXA Re a také předsedy AXA Corporate Solutions. V roce 2003 byl Donnet jmenován generálním ředitelem společnosti Axa Japan, kde působil v kontextu ekonomiky vyznačující se velmi nízkými úrokovými sazbami; v roce 2006 převzal roli generálního ředitele pro celý asijsko-pacifický region.
V roce 2007 odešel na šest let z pojišťovnictví. Stal se generálním ředitelem pro asijsko-pacifický region ve Wendel Investissement, Singapur. V roce 2010 Donnet založil HLD, investiční společnost. V roce 2008 nastoupil do představenstva společnosti Vivendi a kde působil do roku 2016.

### Kariéra v Generali
Donnet nastoupil do Generali v roce 2013 jako country manager pro Itálii a generální ředitel Generali Italia. Vedl integraci pěti značek skupiny Generali (Generali, Ina Assitalia, Toro, Lloyd Italico e Augusta). Ve stejném období, od února 2015, zastával tři roky funkci předsedy MIB School of Management v Terstu.
17. března 2016 byl jmenován generálním ředitelem skupiny Generali. Pod jeho vedením se výsledky skupiny v letech 2016 až 2021 výrazně zlepšily: provozní výsledek vzrostl ze 4,8 miliardy na 5,9 miliardy eur (nejlepší provozní výsledek vůbec), čistý výsledek dosáhl 2,8 miliardy z 2,0 miliardy eur, dluh klesl na 9,6 miliardy z 13,1 miliardy eur a poměr solventnosti vzrostl na 227 % ze 175 %. Pod jeho vedením Generali obnovila svůj vztah s Benátkami, spolupracovala na obnově Královských zahrad (2019), obnovila Procuratie Vecchie (znovu otevřena pro veřejnost v roce 2022), a podílela se na založení sdružení „Benátky, světové hlavní město udržitelnosti.”
V květnu 2016 byl jmenován předsedou představenstva Generali Italia a tuto funkci zastával do srpna 2022.
V roce 2022 odcházející správní rada Generali navrhla Donneta na třetí mandát generálního ředitele. Dne 29. dubna 2022 byl Donnet znovu potvrzen jako generální ředitel skupiny Generali s většinou hlasů valné hromady ve prospěch jeho opětovného jmenování.

## Další aktivity
- Italská národní asociace pojišťovacích společností (ANIA), viceprezident (2016–2017).[28][29]
- Podpořil vytvoření The Human Safety Net, iniciativy skupiny Generali na pomoc ohroženým rodinám a integraci uprchlíků prostřednictvím práce a podnikání, jejímž je členem správní rady (od roku 2017).[30]
- Fórum pro rozvoj pojištění (IDF), člen řídícího výboru (od roku 2022).[31]
- Národní doména Chambord, předseda představenstva (od července 2023).[32]
- Pan-European Insurance Forum (PEIF), Chair (od října 2024)[33]

## Osobní život
Donnet je bývalý hráč ragby a patří mezi významné francouzské výrobce dřevěných sudů.
Je velmi spjatý s městem Benátky, kde se rozhodl bydlet; 23. dubna 2021 mu starosta Luigi Brugnaro udělil italské občanství.
Věnuje se cyklistice a tenisu. Má tři děti.

## Vyznamenání a ocenění
- Národní řád za zásluhy (Francie) – Rytíř (2006)[36][37]
- Řád čestné legie (Francie) – Rytíř (2006)[38]
- Řád za pracovní zásluhy (Itálie) – Rytíř (2021)[39]

### Další ocenění
- V roce 2022[40], 2023[41] a 2024[42] byl jmenován „Nejlepším generálním ředitelem“ pojišťovacího sektoru v žebříčku institucionálních investorů All-Europe Executive Team

- V roce 2023
  - Cena společenské odpovědnosti[43]
  - Cena Galileo 2000 za podnik[44][45]